# Vrbičkový rybník
Vrbičkový rybník je rybník o rozloze asi 1,7 ha, zhruba obdélníkovitého tvaru, nalézající se v polích asi 1200 m jihozápadně od centra obce Chudíř v okrese Mladá Boleslav. Je zakreslen již na mapovém listě č. 76 z I. vojenského mapování z let 1764–1783.
Rybník je využíván pro chov ryb.

## Galerie

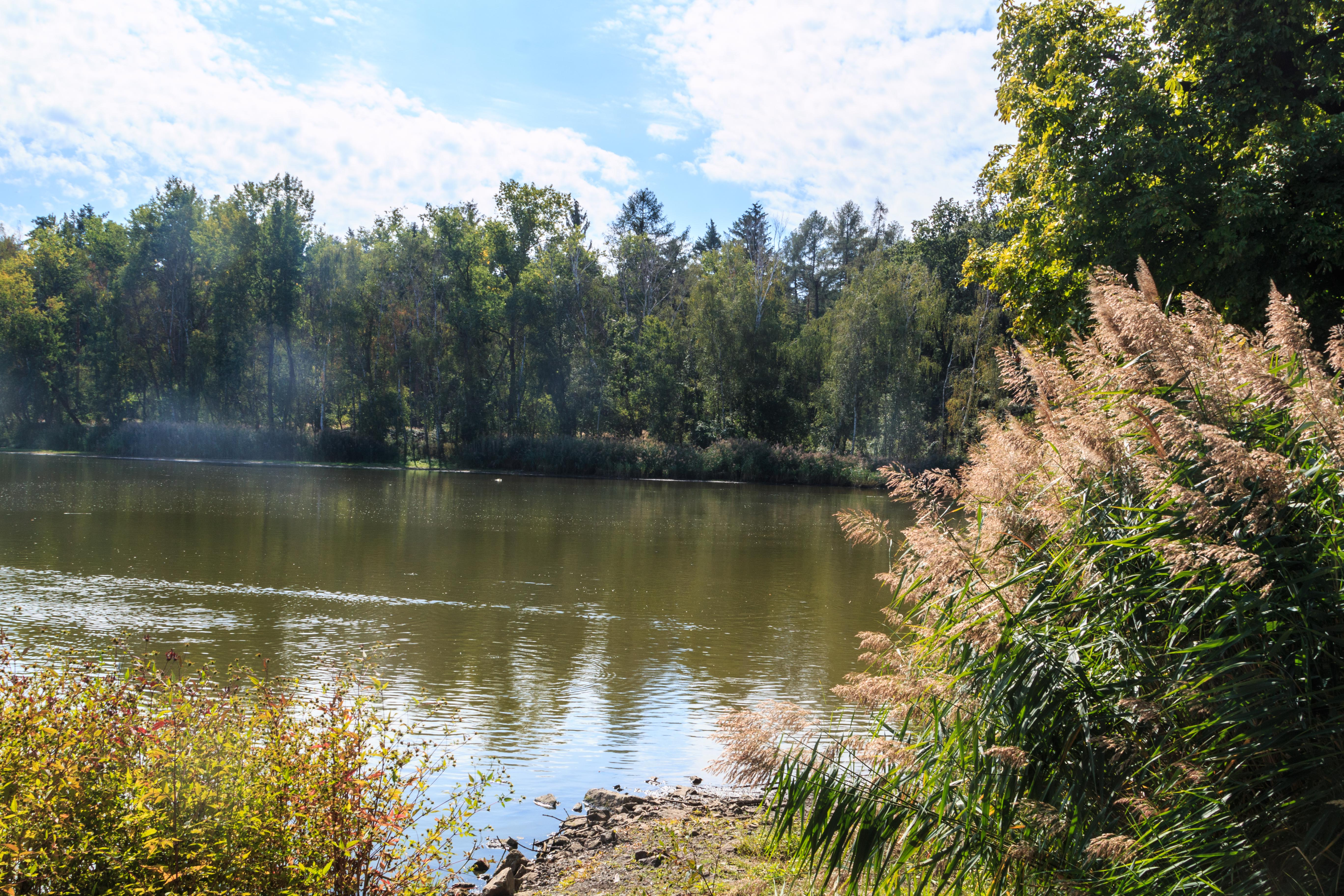
Pohled na Vrbičkový rybník
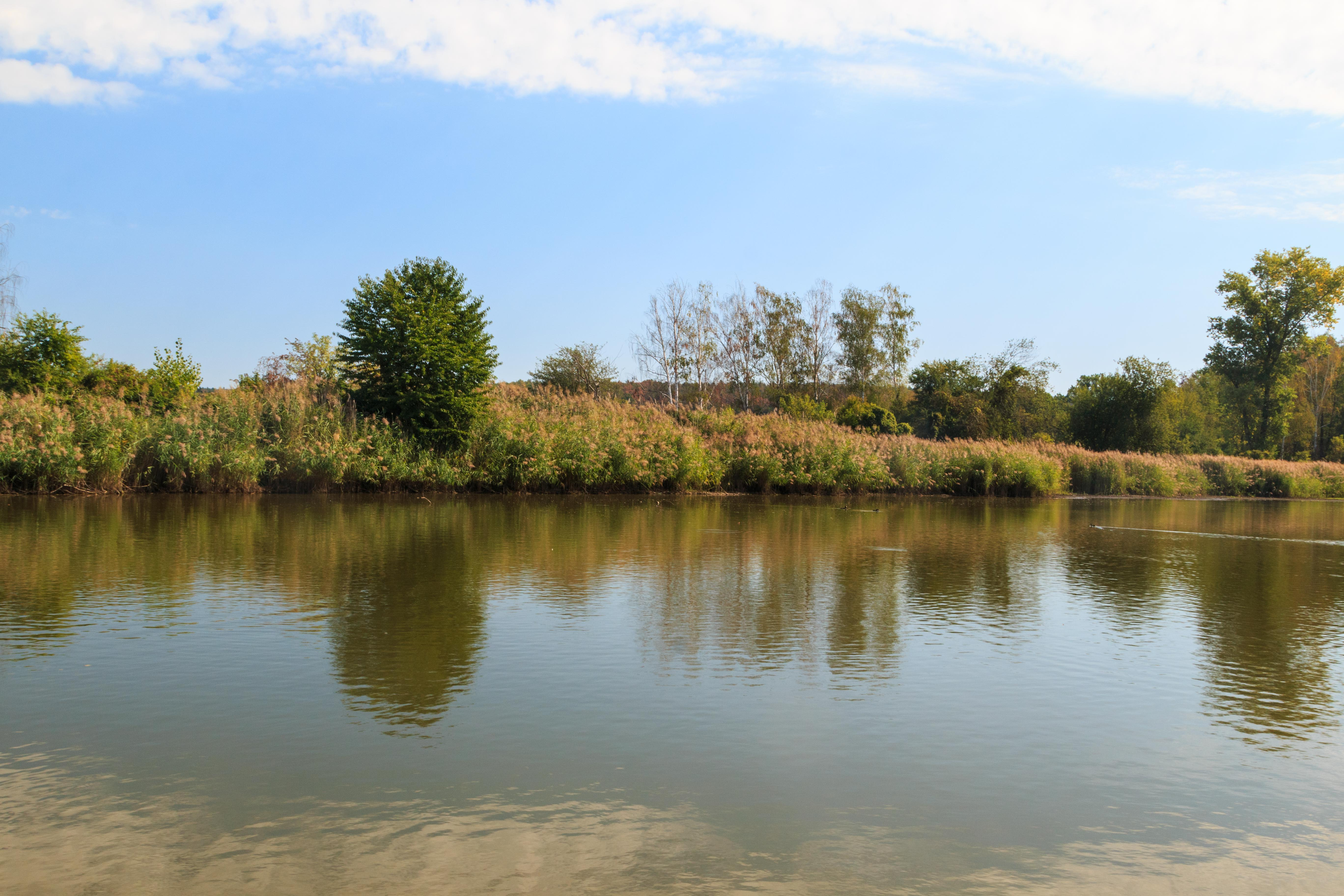
Pohled na Vrbičkový rybník
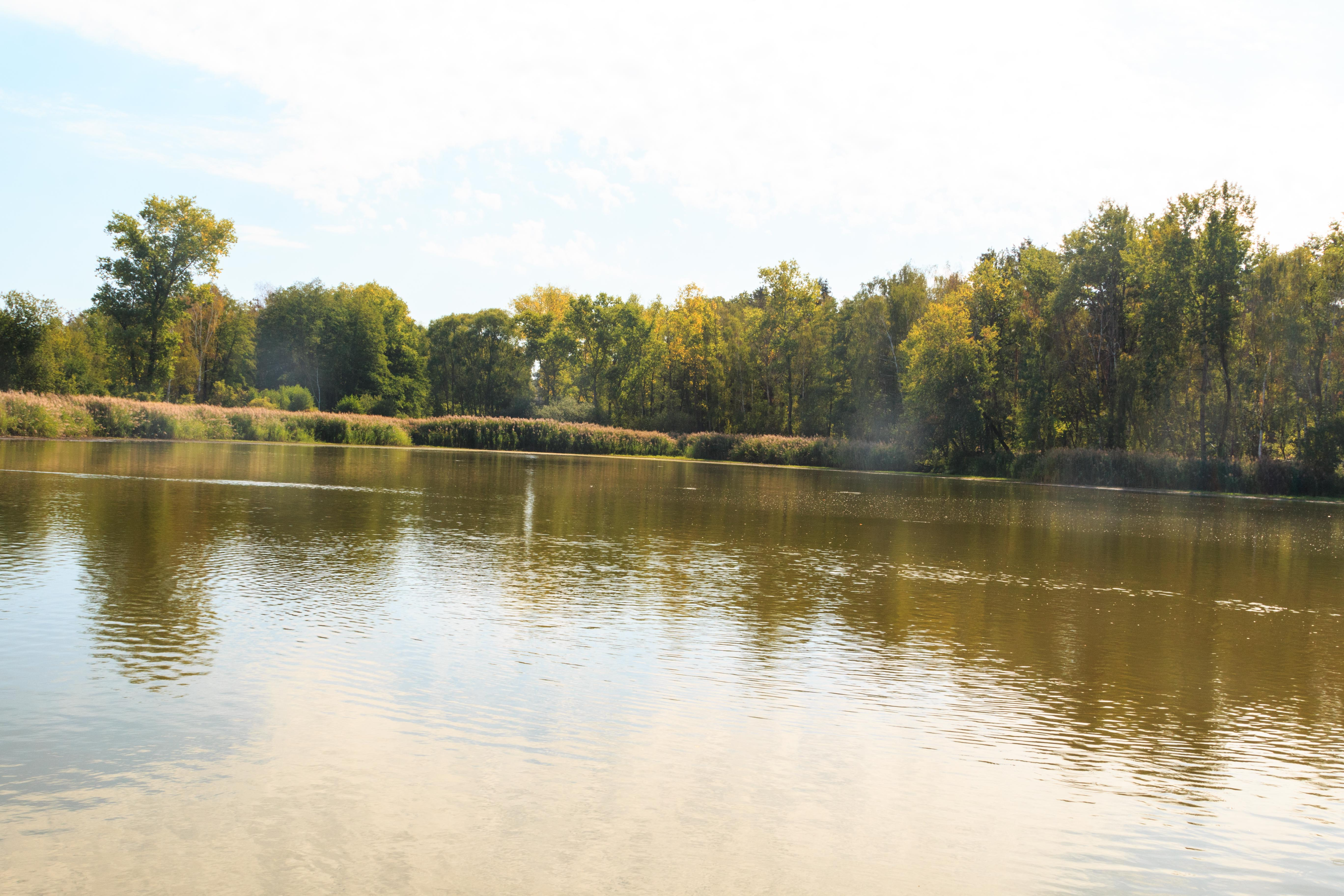
Pohled na Vrbičkový rybník
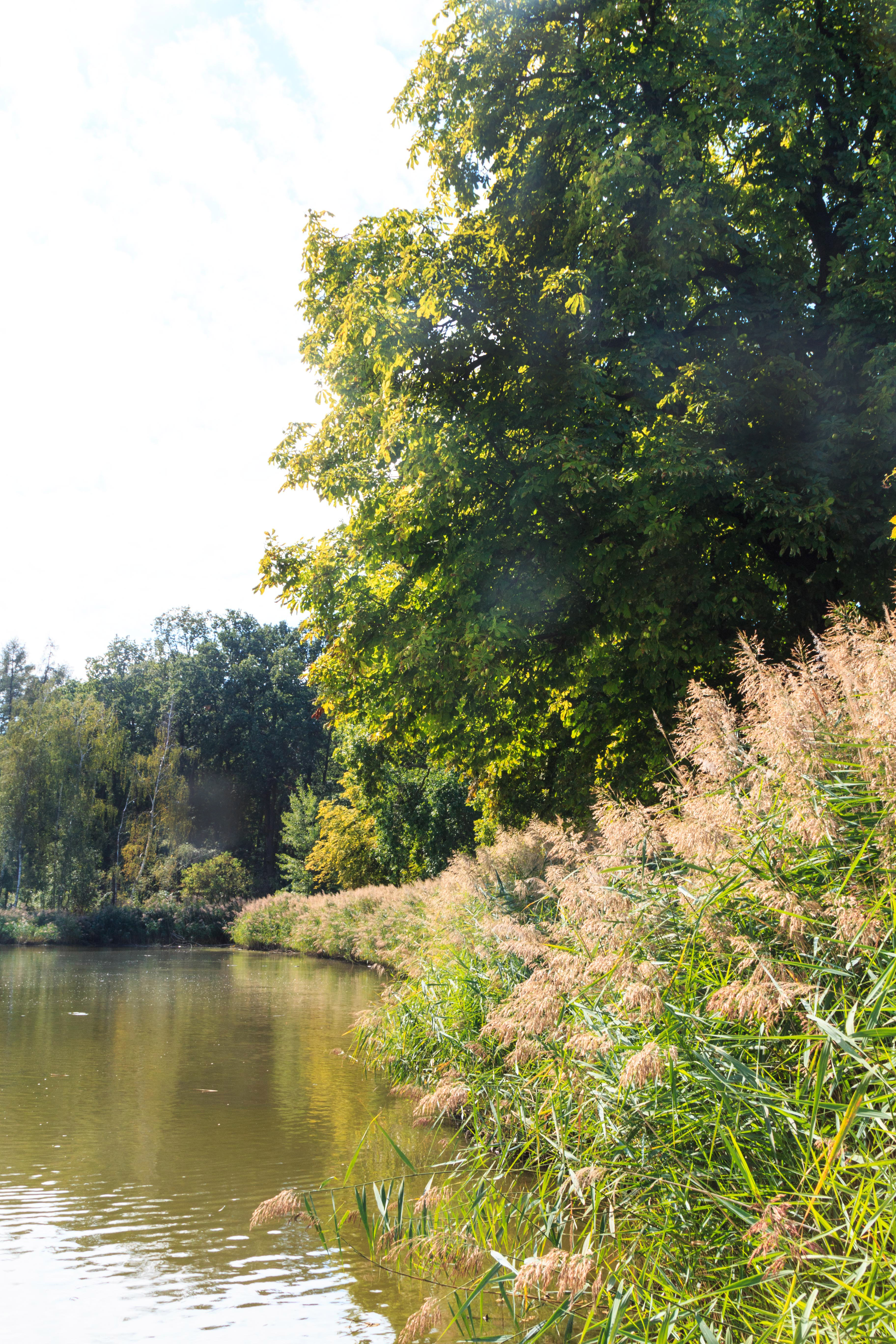
Pohled na Vrbičkový rybník
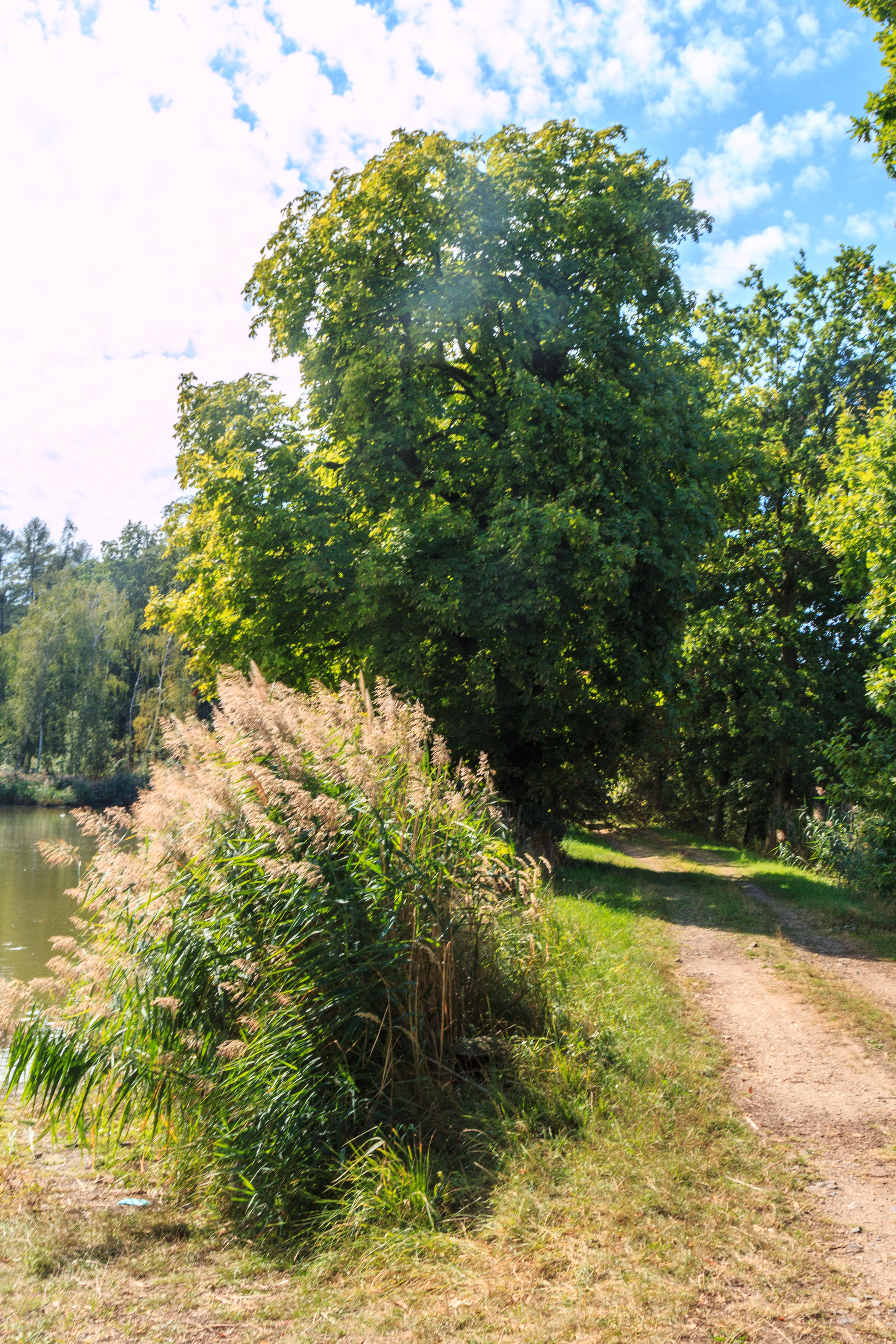
Pohled na Vrbičkový rybník